# Penzenskij rajon
Il Penzenskij rajon (in russo Пензенский район?) è un rajon dell'Oblast' di Penza, nella Russia europea, il cui capoluogo è Kondol' dal 14 giugno 2006, data fino alla quale lo era Penza, da cui il nome. Istituito nel 1928, ricopre una superficie di 2.800 chilometri quadrati.